# Pásovec kulovitý
Pásovec kulovitý (Tolypeutes matacus) je druh chudozobého savce, který obývá střední a severní Argentinu, jihozápad Brazílie, jihovýchodní Bolívii a Paraguay.

## Systematika
Za formální autoritu druhu se považuje francouzský zoolog Anselme Gaëtan Desmarest, který druh popsal v roce 1804. Jedná se o monotypický taxon.
Pásovec kulovitý se řadí do rodu Tolypeutes, do kterého taxonomicky spadá ještě pásovec třípásý (Tolypeutes tricinctus). Podle genetické studie z roku 2015 se oba druhy od sebe oddělily již někdy před 14 miliony lety.

## Výskyt
Vyskytuje se v Jižní Americe, konkrétně ve střední a severní Argentině, na jihozápadě Brazílie, v jihovýchodní Bolívii a Paraguayi. Vyskytuje se do 800 m n. m.

## Popis

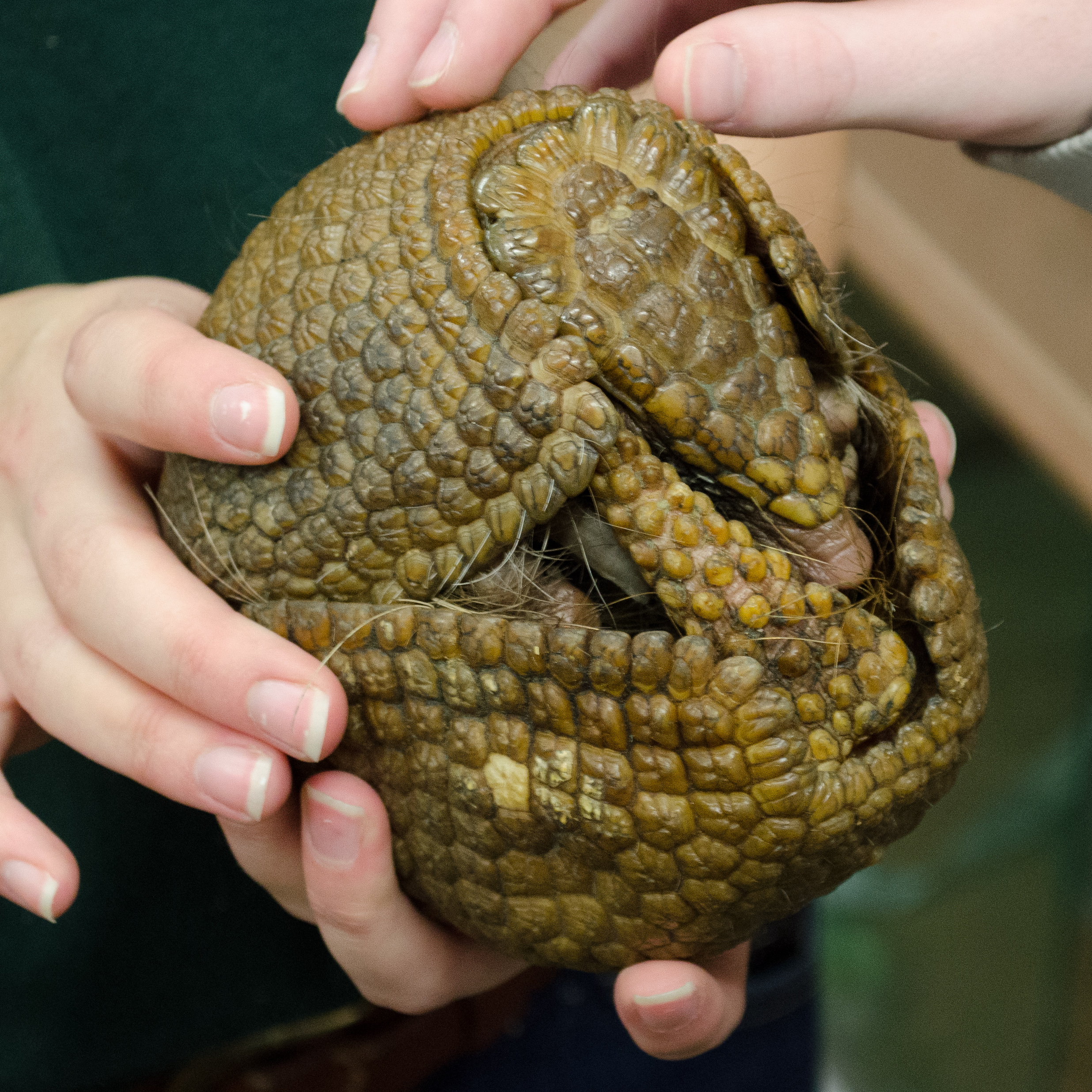
Pásovec kulovitý srolovaný v klubíčku

Délka těla je asi 21–28 cm, délka ocasu 4–6 cm. Váží asi 1–1,6 kg. Horní část těla pokrývá výrazný nahnědlý krunýř, který se skládá z hlavové části, po které následuje ramenní štít, který je od pánevního štítu oddělen 1–4, typicky 3 pohyblivými příčnými pásy. Zadní končetiny mají pět prstů, z nichž 2.–4. prsty jsou těsně u sebe a odrápené prsty připomínají kopyto. Krajní prsty jsou již více odděleny. Zástupci rodu Tolypeutes představují jediné pásovce, kteří jsou schopni stočit tělo do úplného klubíčka.

## Biologie a chování
Žijí převážně samotářsky, nicméně v zimním období se může scházet ve stejné noře až několik jedinců. V norách netráví tolik času jako většina jiných pásovců. V literatuře se často objevuje, že si nehrabe nory sám, ale převážně využívá nory jiných druhů pásovců. Studie z roku 2016 nicméně ukázala, že pásovec kulovitý sice netráví v norách tolik času, jak je u jiných druhů pásovců zvykem, ale nory si běžně vyhrabává sám. Je to převážné noční zvíře, v době studenějších dní je aktivní i přes den.

### Potrava
Živí se oportunisticky – pojídá různé druhy hmyzu, jako jsou mravenci a termiti, i rostlinný materiál. Studie z argentinské části Gran Chaca zaznamenala v jídelníčku tamějších pásovců kulovitých 70 % bezobratlých (larvy brouků, mravenci, termiti), 20 % rostlinného materiálu a 10 % potravy bylo neurčitého původu. Larvy brouků byly konzumovány v průběhu celého roku, mravenci a termiti v období sucha od července do listopadu, ovoce bylo důležité v době letních dešťů. V zajetí mimo zmíněné požírá mj. listy, vařenou rýži, mravenčí vejce, chleba namočený v mléce a čaji nebo mléčné červy.

### Rozmnožování
Doba rozmnožování nastává patrně mezi říjnem a lednem. Samice vrhá pouze jedno mládě. Doba gestace trvá kolem 120 dní, samice vrhá jen jedno slepé mládě. Oči se otvírají kolem věku 22 dní a doba laktace je kolem 2,5 měsíců.

## Vztah k lidem

### Ohrožení

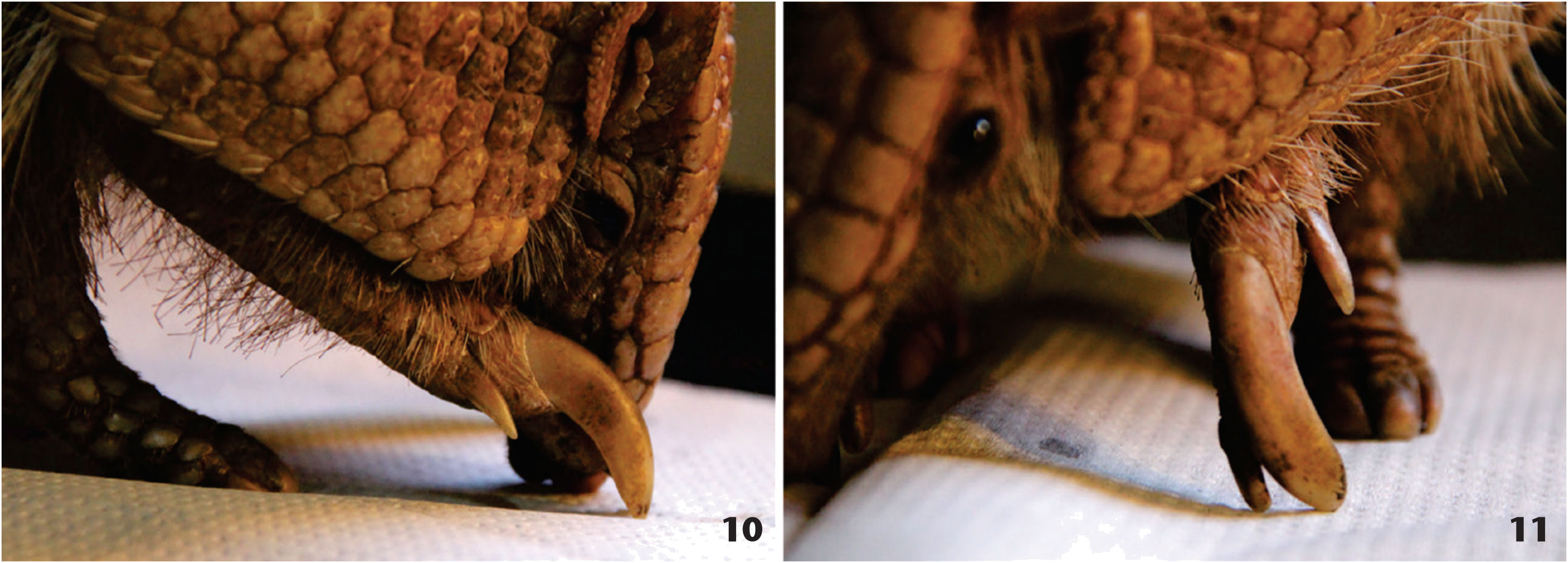
Detail předních noh pásovce kulovitého

Mezinárodní svaz ochrany přírody (IUCN) ve své zprávě o vyhodnocení populace pásovce kulovitého z roku 2013 považoval druh za téměř ohrožený taxon. Populace druhu totiž klesá následkem lovu, na který je pásovec kulovitý zvláště zranitelný, jelikož netráví tolik času v norách jako ostatní druh pásovců. Jisté ohrožení představuje i zánik přirozených stanovišť, které ustupují zemědělské krajině, nicméně tento pásovec se umí do jisté míry přizpůsobit a přežít i v člověkem modifikovaném prostředí. Pásovec kulovitý je chytán i za účelem exportů pro chov v zoologických zahradách, přičemž náročnou cestu do zajetí velká část pásovců nepřežije. Tělní pozůstatky pásovce kulovitého se zpracovávají v rukodělné výrobě pro výrobu různých předmětů. K argentinské provincii Buenos Aires pásovec kulovitý již vyhynul patrně následkem zániku přirozených stanovišť, klimatické změny a nadměrném lovu.

### Chov

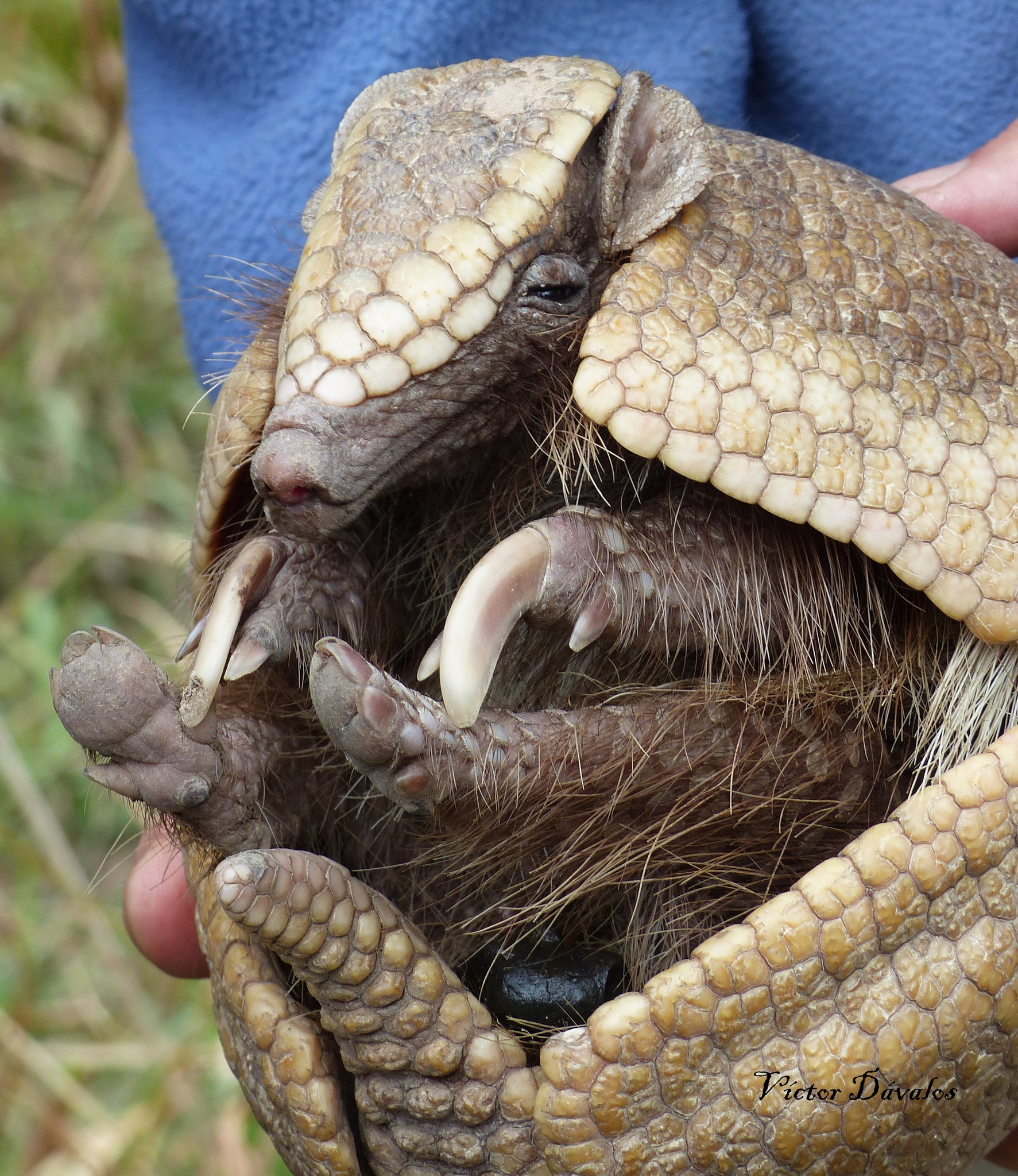
Pásovec kulovitý

Pásovec kulovitý je chován ve více než 65 evropských zoo. Odchovy jsou však spíše výjimečnou událostí. Pásovce kulovité v Česku chovalo ke konci roku 2017 pět zoo z institucí sdružených v Unii českých a slovenských zoologických zahrad. Jednalo se o Zoo Brno, Zoo Liberec, Zoo Jihlava, Zoo Plzeň a Zoo Praha. Tento druh chová rovněž Zoopark Zájezd. První narození v rámci českých zoo bylo zaznamenáno v roce 2009 v Zoo Praha. Český prvoodchov následoval tamtéž o rok později. Na Slovensku je od roku 2021 chován v ZOO Bojnice. Od roku 2024 je nově chován také v Zoo Na Hrádečku. 

#### Zoo Praha
Datace příchodu tohoto druhu do Zoo Praha není přesně známá. Jednalo se však o samici, která uhynula v roce 1964. Po pauze byl pásovec kulovitý na seznamu chovaných druhů ještě v letech 1971–1979. Současný chov se datuje od roku 2006, kdy z německé Zoo Halle dorazil samec Antonio. V roce 2007 putoval ze zázemí do expozice v pavilonu goril. První mládě se narodilo v roce 2009, uhynulo však ještě téhož roku. První úspěšně odchované ale následovalo o rok později. Mládě narozené v roce 2017 bylo velkým úspěchem, neboť se odchov podařilo zopakovat po pěti letech. Další mládě se pak narodilo 18. března 2018. Ke konci roku 2019 byl chován jeden pár. Pásovci jsou k vidění v doplňkové expozici pavilonu goril v dolní části areálu zoo.